# 7470 Jabberwock
7470 Jabberwock (1991 JA) là một tiểu hành tinh vành đai chính được phát hiện ngày 2 tháng 5 năm 1991 bởi T. Urata ở Đài thiên văn Nihondaira.